# حساب خيارات الأسهم
إن حساب خيارات الأسهم هو طريقة لاحتساب قيمة خيارات الأسهم، التي تُوزّع كحوافز على الموظفين، ضمن تقارير الأرباح والخسائر الخاصة بالأعمال التجارية المُدرجة. ينصّ بيان الإيرادات وكشف الميزانية وبيان التدفق النقدي على أن الخسارة الناتجة عن التنفيذ تُحسب من خلال ملاحظة الفرق بين سعر السوق (إن وجد) للأسهم والنقد المستلم وسعر الممارسة لإصدار تلك الأسهم من خلال الخيار.
يشير معارضو خيارات النظر في الحساب إلى أن الخسارة الحقيقية -بسبب الفرق بين سعر الممارسة وسعر السوق للأسهم- مُدرجة فعلًا في بيان التدفق النقدي. قد يشيرون أيضًا إلى أن الخسارة المنفصلة في ربحية السهم (بسبب وجود المزيد من الأسهم المعلّقة) تُسجّل أيضًا في كشف الميزانية من خلال ملاحظة تخفيض قيمة الأسهم المُعلّقة. ببساطة، يُعتقد بأن تمثيل هذا في بيان الدخل لا لزوم له.
ملاحظة: في الوقت الحالي، لا يُحتسب ارتفاع القيمة المستقبلي لجميع الأسهم المصدرة في بيان الإيرادات ولكن يمكن الإشارة إليه عند دراسة الميزانية العمومية وبيان التدفق النقدي.

## المنهجية
إن الطريقتان لحساب المصاريف المرتبطة بخيارات الأسهم هما طريقة ‹‹القيمة الجوهرية›› وطريقة ‹‹القيمة العادلة››. تعدّ طريقة القيمة العادلة وحدها من المبادئ المحاسبية المقبولة بصفة عامّة في الولايات المتحدة (U.S. GAAP). تُحسب طريقة القيمة الجوهرية، المرتبطة برأي مجلس إدارة المبادئ المحاسبية 25، القيمة الجوهرية باعتبارها الفرق بين القيمة السوقية للسهم وسعر الممارسة للخيار في تاريخ إصدار الخيار (‹‹تاريخ المنح››). نظرًا لأن الشركات تُصدر عمومًا خيارات الأسهم بأسعار ممارسة مساوية لسعر السوق، فإن المصاريف بموجب هذه الطريقة تكون عمومًا صفرية.
تستخدم طريقة القيمة العادلة إما السعر في السوق أو تحسب القيمة باستخدام صيغة رياضية كنموذج بلاك شولز، الذي يتطلّب افتراضات متنوعّة كمدخلات. هذه الطريقة مطلوبة الآن بموجب القواعد المحاسبية.
في عام 2002، اقتُرِحت طريقة أخرى: حساب الخيارات عند الاختلاف بين سعر السوق وسعر التنفيذ عند ممارسة الخيارات، وليس حساب خياراتٍ غير مُستخدمة، وعرض الخيارات غير المُمارَس عليها كالتزام على الميزانية العمومية. هذه الطريقة، التي تلغي النفقات، طلبتها الشركات أيضًا. كما اقتُرحت طريقة للتوفيق بين تقديرات القيمة العادلة بتاريخ المنحة وسعر الممارسة النهائي.
تُعالَج خيارات الأسهم وفقًا لمعايير التقارير المالية الدولية من خلال المعيار الدولي للتقارير المالية 2 المدفوعات القائمة على الأسهم. بالنسبة للمعاملات مع الموظفين وغيرهم ممن يقدمون خدماتٍ مماثلة، يتعيّن على المنشأة قياس القيمة العادلة لصكوك الأسهم الممنوحة في تاريخ المنح. في حالة غياب أسعار الأسواق، تُقدّر القيمة العادلة باستخدام تقنية التقييم لتقدير ماهية سعر صكوك الأسهم هذه في تاريخ القياس في صفقة تجارية متبادلة بين أطراف مطلعة وراغبة. لا يحدد المعيار أي نموذج معين يجب استخدامه.

### إدخالات القيودات اليومية بطريقة القيمة العادلة لتعويضات خيارات الأسهم
• تاريخ المنحة (إذا لم تُكتسب الرُخص عند منحها)
لا قيودات يومية
• تواريخ إعداد التقارير، إلى حين اكتسابها (إذا لم تُكتسب الرُخص عند منحه)
حساب تعويض المدين.
الائتمان المدفوع في رأس المال -رُخص الأوراق المالية.
إذا أُصدِرت الرُخص في النهاية، فإن المجموع الإجمالي لحساب التعويضات الذي يجب تسجيله يساوي القيمة العادلة للرُخص في تاريخ المنح. تُحدّد القيمة العادلة للرُخص في تاريخ المنح من السوق أو من نموذج بلاك سكولز. تُخصّص النفقات لكل بيان إيرادات مشمول في التقرير بما يتناسب مع عدد الأيام في تلك الفترة التي تقع ضمن الفترة المؤهلة لاكتساب المنافع.
•  تاريخ المنح (إذا لم تُكتسب الرُخص عند منحها)
حساب تعويض المدين.
الائتمان المدفوع في رأس المال -رُخص الأوراق المالية.
تُحدّد القيمة العادلة للرُخص في تاريخ المنح من السوق أو من نموذج بلاك سكولز.
•  مزاولة الرُخص
المديونية النقدية.
المديونية المدفوعة في رأس المال -رُخص الأوراق المالية.
ائتمان الأسهم العادية -القيمة الاسمية.
الائتمان المدفوع في رأس المال -الأسهم العادية الزائدة عن القيمة الاسمية.
النقد المجموع من حاملي الرُخص. تُمسح الرُخص ذات الصلة التي تجري ممارستها من الحساب للرُخص المعلّقة. عند إصدار الأسهم، تُوضع الأسهم العادية في الدفاتر - ما يؤثّر على حسابات الأسهم العادية بالقيمة الاسمية، والمساهمات في الأسهم العادية التي تزيد عن القيمة الاسمية.
• إلغاء أو انتهاء الرُخص
المديونية المدفوعة في رأس المال -رُخص الأوراق المالية.
الائتمان المدفوع في رأس المال -رُخص الأوراق المالية المنتهية صلاحيتها.

### الدفعات على أساس الأسهم (حقوق ارتفاع قيمة السهم)
كبديل عن رُخص الأسهم، يجوز للشركات تعويض موظفيها بحقوق ارتفاع قيمة السهم (sSAR). ارتفاع قيمة السهم هي حق في دفع المبلغ الذي يزيد به سعر السوق لسهم واحد من الأسهم بعد فترة زمنية. في هذا السياق، تعني عبارة «ارتفاع قيمة» :المبلغ الذي يرتفع به سعر السهم بعد فترة زمنية. على النقيض من التعويضات بموجب رُخص الأسهم، لا يحتاج الموظف إلى دفع نفقات نقدية أو امتلاك الأسهم الأساسية للاستفادة من خطة SAR. في الترتيبات التي تُجيز لحامل SARS تحديد تاريخ تسديدها، تعتبر هذه الخطة شكلًا من أشكال خيارات الأسهم.
إدخالات القيودات اليومية للالتزامات ولنفقات حقوق ارتفاع قيمة السهم
• خلال الفترة المؤهلة لاكتساب المنافع، في كل تواريخ إعداد التقارير
حدّد الرصيد الذي قد يكون مستحقًا للمتمتعين بحقوق ارتفاع قيمة السهم غير مكتسبة إذا أُنيطت بموظفين في تاريخ إعداد التقرير، وكان الموظفون يمارسونها في تاريخ إعداد التقرير. يُحتسب هذا الرصيد من سعر تداول السهم في تاريخ إعداد التقرير، والقيمة التي يجب أن يزيد سعر سهم السهم عنها إذا كان يحق للمتمتعين بـSAR الحصول على المستحقات، وعدد SAR الصادر. أدناه، سيُشار إلى ذلك باسم إجمالي التكاليف المُراد الاعتراف بها. في نهاية كل فترة لإعداد التقارير، يكون إجمالي التكاليف المُراد الاعتراف بها هو تقدير للتدفقات النقدية المستقبلية لتوفير المدفوعات.
اضرب إجمالي التكاليف المراد الاعتراف بها -استنادًا إلى ارتفاع سعر السهم اعتبارًا من تاريخ إعداد التقرير والرقم المُصدر لـ SAR - بكسر الفترة المكتملة لاكتساب المنافع. اقتطع النفقات المعترف بها سابقًا بموجب الخطة في الفترات السابقة. هذه هي تكاليف التعويضات لـ SAR خلال الفترة الحالية. (إذا انخفض سعر السهم، فقد تكون تكاليف التعويضات المحسوبة لـ SAR سلبية، ما يؤدي إلى زيادة إيرادات الفترة). إن الالتزامات المتراكمة خلال الفترة يساوي التكاليف، وتُجمع في التزام بموجب حساب خطة SAR. وهذا يعني أن القيودات اليومية للاعتراف بتكاليف التعويضات الإيجابية المتعلقة بـ SAR تتكوّن من مديونية على حساب التعويضات وائتمان للالتزام بموجب خطة SAR.
• بعد الفترة المؤهلة لاكتساب المنافع
إن المصاريف الحالية (أو المصاريف المضادة) المعترف بها هي التغيّر في الالتزام بموجب الخطة، بناءً على حركة سعر السوق للسهم. الآن بعد أن تكتسب منافع SAR، يجب الاحتفاظ بحساب الالتزامات المحجوزة على قدم المساواة مع إجمالي المصاريف المطلوب الاعتراف بها. كما ذكر من قبل، يشير إجمالي المصاريف المطلوب الاعتراف بها إلى مبلغ تقديري، لأن سعر السهم من المرجح أن يتغيّر قبل استرداد قيمة SAR بالقيمة النقدية. وهذا يعني أن القيودات اليومية للاعتراف بتكاليف التعويضات الإيجابية المتعلقة بـ SAR تتكوّن من مديونية على حساب التعويضات وائتمان للالتزام بموجب خطة SAR.
• عند سداد الحقوق
تغلق الشركة الالتزام بموجب حساب خطة SAR، وتدفع الرصيد نقدًا.

## الجوانب العملية
يلاحظ معارضو هذا النظام أن القيمة النهائية للأرباح لمتلقي الخيار (وبالتالي القيمة النهائية لدفع الحوافز تقدمها الشركة) يصعب حسابها قبل تحقيقها.

## القيمة الجوهرية أو القيمة العادلة
لقد تحرّك مجلس معايير المحاسبة المالية (FASB) ضد «لرأي 25»، ما تركها مفتوحةً أمام الشركات لاستثمار الخيارات وفقًا لـ «قيمتها الجوهرية»، بدلاً من «قيمتها العادلة». يبدو أن الحافز وراء تفضيل القيمة العادلة هو الاعتماد الطوعي للعديد من الشركات الكبرى المدرجة في البورصة، والحاجة إلى معيار مشترك للمحاسبة.

## مسؤوليات مجلس معايير المحاسبة المالية
أثارت معارضة تبني التكاليف بعض التحديّات تجاه الوضع غير العادي والمستقل لـFASB كهيئة تنظيمية غير حكومية، لا سيما الاقتراح المُقدم إلى مجلس الشيوخ الأمريكي بشطب ‹‹البيان 123››.